# Billingborough
Billingborough – wieś w Anglii, w hrabstwie Lincolnshire, w dystrykcie South Kesteven. Leży 40 km na południe od Lincoln i 155 km na północ od Londynu.
Miejscowość liczy 1098 mieszkańców.